# Григор'єв Віссаріон Віссаріонович
Віссаріо́н Віссаріо́нович Григо́р'єв (17 квітня 1907 — 12 жовтня 1992) — радянський військовик. Віце-адмірал. Командувач Дніпровською військовою флотилією. Кандидат географічних наук.

## Біографія
Народився 17 квітня 1907 року в місті Данків, Липецька область, Росія.
З вересня 1926 року по квітень 1930 року — курсант Військово-морського училища ім. Фрунзе.
З квітня 1930 по грудень 1931 — вахтовий командир, помічник командира к/ч «Пролетар» Амурська військова флотилія.
З грудня 1931 по січень 1934 року — помічник командира монітору «Ленін» (Амурська військова флотилія).
З січня 1934 по вересень 1937 року — командував монітором «Червоний Схід» (Амурська військова флотилія).
З вересня 1937 по червень 1940 року — слухач Військово-Морської академії імені Ворошилова.
З червня по липень 1940 року — начальник штабу Дніпровської військової флотилії.
З липня 1940 року — начальник штабу Дунайської військової флотилії, на цій посаді зустрів Велику Вітчизняну війну.
З листопада 1941 по липень 1942 року — начальник штабу Новоросійської військово-морської бази
З липня 1942 року по травень 1943 року — начальник відділу річкових і озерних флотилій Управління бойової підготовки Військово-морського флоту.
З травня по вересень травня 1943 — начальник штабу Волзької військової флотилії.
З вересня 1943 командував  Дніпровської військової флотилії; під його керівництвом були звільнені Бобруйськ і Пінськ.
25 вересня 1944 отримав військове звання контр-адмірал. Після закінчення радянсько-німецької війни він продовжував командувати флотилією. 8 липня 1945 Григор'єву було присвоєно військове звання віце-адмірал.
У лютому 1947 за дисциплінарне порушення Віссаріон Григор'єв був знятий з посади командувача і зарахований у розпорядження Управління кадрів Військово-морського флоту. У квітні того ж року звільнений у запас.
З листопада 1947 — працював в Головному управлінні Північного морського шляху; з 1954 року — науковим співробітником Московського відділу Антарктичного науково-дослідного інституту. Отримав звання кандидата географічних наук.
Помер 12 жовтня 1992 в Москві.

## Автор творів
- Григорьев В. В. Действия Днепровской флотилии на Березине и Припяти летом 1944 года // Военно-исторический журнал (ВИЖ). 1974. № 7. С. 17-23;
- Григорьев В. В. Днепровская флотилия в боях за Берлин // ВИЖ. 1975. № 6. С. 87-92;
- Григорьев В. В. Дунайская флотилия в первые дни войны // ВИЖ. 1980. № 7. С. 52-57;
- Григорьев В. В. Десант на Припять // Морской сборник. 1984. № 7. С. 65-68; Он же. И корабли штурмовали Берлин. М., 1984;[2]
- Григорьев В. В. Десант в Берлин. М., 1989.